# 帝皇草
帝皇草（学名：Axonopus scoparius）为禾本科地毯草屬下的一个种。

## 扩展阅读
- 維基物種上的相關：帝皇草